# Монолитна апликација
У софтверском инжењерству, монолитна апликација описује једну-слојевиту софтверску апликацију у којој су кориснички интерфејс и код приступа подацима комбиновани у једном програму са једне платформе.
Монолитна апликација је самостална и независна од других рачунарских апликација. Дизајн филозофије је да је примена одговорна не само за одређени задатак, већ може да обавља сваки корак потребан да заврши одређену функцију. Данас, неке личне финансијске апликације су монолитне у смислу да помажу кориснику да изврши комплетан задатак, од краја до краја, и које су "приватни податак силоси", а не делови већег система апликација које раде заједно. Неки процесори текста су монолитне апликације. Ове апликације су понекад повезане са мејнфрејм рачунарима.
У софтверском инжењерству, монолитна пријава описује софтверску апликацију која је дизајнирана без модулирања. Модулирање је пожељно, у целини, јер подржава поновну употребу делова апликационе логике и такође олакшава одржавање дозвољавајући поправку или замену делова апликације без потребе за великом заменом.
Модуларност се остварује на различитим мерама од различитих модуларизација приступа. Код базиране модуларности омогућава програмерима да поново користе и поправљају делове апликације, али развојни алати су потребни за обављање одржавања ове функције (нпр апликацији ће можда бити потребно прекомпилирање). Предмет базирана модуларност омогућава примену као скуп засебних извршних датотека које могу бити независно одржаване и замењене без размештања целе апликације (нпр Мајкрософт "длл" фајлови, Sun/UNIX "заједнички објекат" фајл). Неке објекат поруке могућности омогућавају објекту  заснованом на апликацији буде подељен на више рачунара (нпр Мајкрософт COM+). Сервис-оријентисана архитектура користи специфично комуницирање Стандард/протоколе за комуникацију између модула.
Степен до којег је апликација описана као монолитна зависи од перспективе. Софтвер који није сервис-оријентисан може се описати као монолитан, иако је објекат-основе и може се дистрибуирати.
Оригинална употреба монолитног термина описује огромне главне апликације рама без употребљиве модуларности, што је резултирало не-одрживе системе и "софтверску кризу."